# Thermopsis jacutica
Thermopsis jacutica là một loài thực vật có hoa trong họ Đậu. Loài này được Czefr. miêu tả khoa học đầu tiên.